# Conocybe siligineoides
Conocybe siligineoides (лат.) — распространённый преимущественно в Мексике вид галлюциногенных грибов из семейства Больбитиевые (Bolbitiaceae). Также известен под названием Tamu. Употребление этих грибов оказывает психоделическое влияние на сознание, вызывает слуховые и визуальные галлюцинации и прочие эффекты.
Ацтеками Conocybe siligineoides почитался как священный и использовался ими в различных ритуалах.

## Описание
Тонкий и маленький гриб. Произрастает на гниющей древесине. Размер ножки составляет 7—8 сантиметров. Шляпка колоколообразной формы, размером в диаметре до 2,5 см, имеет тёмно-оранжевый цвет.

## Лекарственные свойства
По результатам некоторых исследований, содержащийся в Conocybe siligineoides псилоцибин, уменьшает симптомы мигрени и головных болей. Также благотворно влияет на людей, страдающих обсессивно-компульсивным расстройством, чувством тревоги и депрессией.